# Tenggeles
Tenggeles is een bestuurslaag in het regentschap Kudus van de provincie Midden-Java, Indonesië. Tenggeles telt 7129 inwoners (volkstelling 2010).